# Брендон Ларракуенте
Брендон А. Ларракуенте (англ. Brandon A. Larracuente, нар. 16 листопада 1994) — американський актор, відомий своїми ролями в серіалах «Родовід», «13 причин чому» і драматичному серіалі Freeform «Вечірка п'яти». У 2022 році він зіграв повторювану роль у шостому сезоні медичного драматичного серіалу «Хороший лікар», а у 2025 — головну роль у процедурно-драматичному телесеріалі «На виклику».

## Особисте життя
Брендон Ларракуенте народився в Плезантвіллі, Нью-Йорк. Він пуерториканець за походженням. У віці чотирьох років його познайомили з театром, коли попросили зіграти у двох операх в Оперному театрі Нью-Рошелі. Він почав зніматися у віці восьми років, знявшись у Не Бродвейському шоу під назвою Desire (Бажання). Переїхавши до Флориди, він знявся у фільмах «Чарлі та шоколадна фабрика» та «Це дивовижне життя». Він одружений на Джасмін Гарсіа з 2020 року.

## Фільмографія

### Фільми
| Рік  | Назва               | Роль             | Примітки |
| ---- | ------------------- | ---------------- | -------- |
| 2011 | Відсутні 24 години  | Крістофер        |          |
| 2016 | Макс Стіл           | Уважний малюк    |          |
| 2017 | Рятувальники Малібу | Скейтбордист № 1 |          |
| 2017 | Яскраві             | Майк             |          |
| 2020 | Те, що ми знайшли   | Клей Говард      |          |

### Телебачення
| Рік       | Назва             | Роль                         | Примітки                                          |
| --------- | ----------------- | ---------------------------- | ------------------------------------------------- |
| 2013      | Поляни            | малюк                        | 1 епізод                                          |
| 2014      | Кожен шлях відьми | Джошуа                       | 1 епізод                                          |
| 2014      | Константин        | Матео Лопес                  | 1 епізод                                          |
| 2015–2017 | Родовід           | Бен Рейберн                  | 18 серій                                          |
| 2017–2018 | 13 причин чому    | Джефф Аткінс                 | 7 епізодів                                        |
| 2020      | Вечірка п'яти     | Еміліо Акоста                | Головна роль                                      |
| 2022      | Новобранець       | Теккерей Блумфілд            | 1 епізод                                          |
| 2022–2024 | Хороший лікар     | Доктор Даніель «Денні» Перес | Головна роль (6 сезон), гість (7 сезон); 20 серій |
| 2025      | За викликом       | Офіцер Алекс Діас            | Головна роль                                      |